# Cuereta blanca

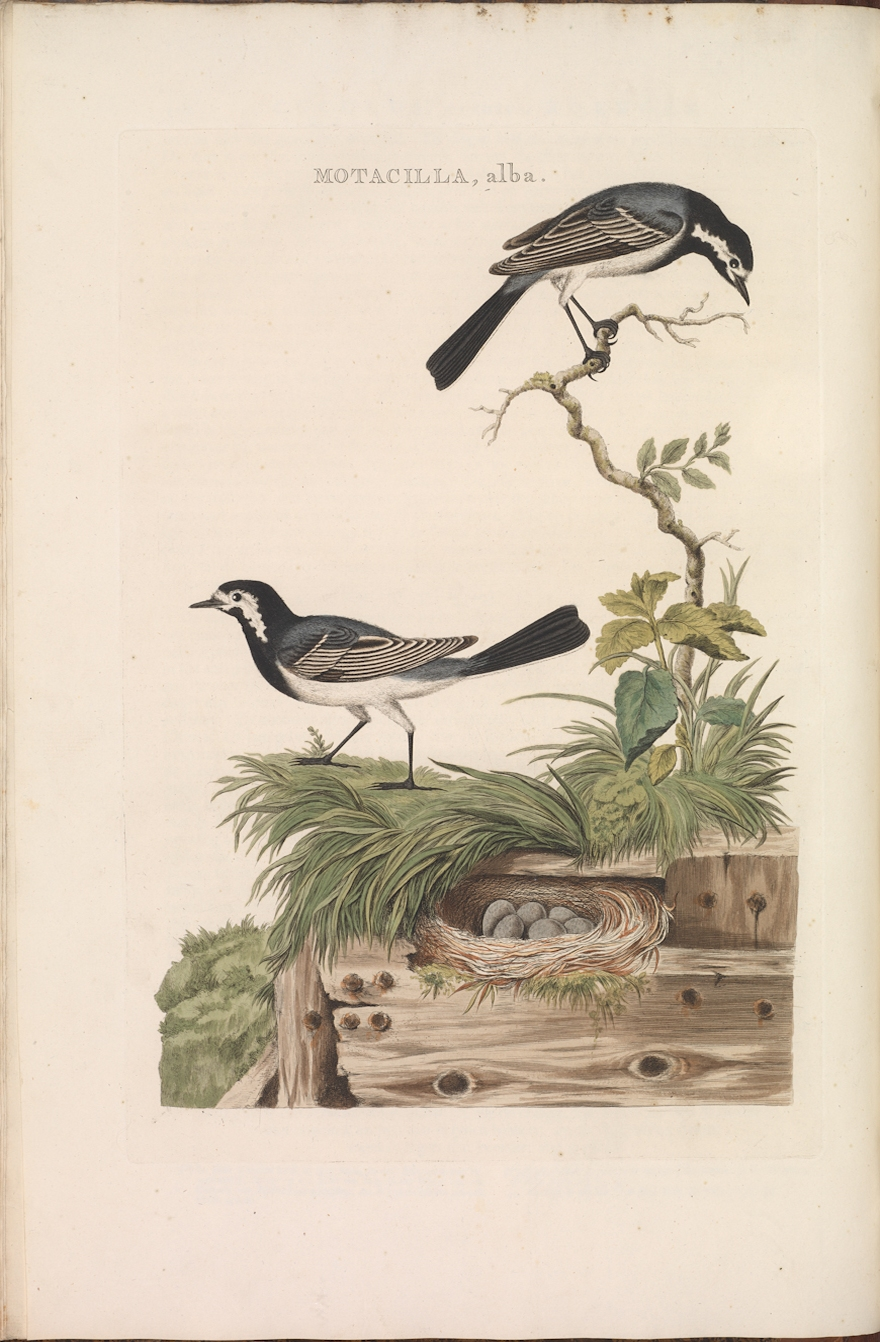
Cuereta blanca in Nederlandsche Vogelen, Vol. 2 (1789)

La cuereta blanca, cueret, cueta blanca, titina/titeta blanca, gafarda, perpissa, pastorella o enganyapastors (Motacilla alba) és una espècie d'ocell de l'ordre dels passeriformes, molt abundós arreu del territori dels Països Catalans i durant tot l'any.

## Noms dialectals
Rep el nom de gallineta de la mare de Déu a pagès, de cuscueta/cascueta (blanca) en tot el català oriental, de cueta (blanca) a tot el nord de Catalunya, de cuereta (blanca), de pastoreta blanca o pastorella blanca, de pascueta blanca, cueta cap de mort, cueta grisa, pastoreta blava, cueta blanca o piuleta.
.
Al País Valencià tots els pobles de la Valldigna en diuen coeta d'all. Els vilatges veïns l'anomenen majoritàriament coeta (d'all) (també coetina i tetina): tan sols Pinet i Favara coincideixen amb la Valldigna; senyoreta a Guardamar, ["perpissa" ] a Monòver i al Pinós. També en diuen enganyapastors.
A la Catalunya del Nord: aucell del pagès al Capcir (i cuereta a Formiguera), cueta al Rosselló,  cuella i cuallarga al Vallespir (Arles), cugurdella a Ribesaltes, curdarella a Illa, culeta a Oleta, cuetella (a Orellà), culblanca a Llo, ocell del boer a Taurinyà, boera a Banyuls de la Marenda, pastorella a Cerdanya, dameta a Salses, viudeta a Cabestany; conyic (Motacilla flava al Conflent i a la Marenda, Rosselló).
Al Rosselló i al Conflent rep el nom de conyic, i aquest és el malnom que donen als habitants de Cotlliure als vilatges veïns.
A les Balears el nom més usat és titina. És la forma literària usada pels escriptors mallorquins. A Mallorca s'empra als municipis de Calvià, Sóller, Pollença, Sineu, Campos, Felanitx, Manacor, Son Servera, Valldemossa, Inca i Artà. Així com a Ciutadella i Eivissa.

## Morfologia
Fa 17-19 cm de llargària total i 31 cm d'envergadura alar. Pesa 23 g. El mantell és de color gris, negre i blanc i, per sota, és tot blanc. Té una cua molt llarga, negra i estreta que remena amunt i avall constantment. A l'estiu el mascle té la coroneta i nuca negres ben delimitades del gris del dors, el front, la part anterior de la coroneta i els costats de la cara blancs i un baverall negre intens, bandes alars i vores de les terciàries blanques. La femella és molt semblant al mascle però amb molt més gris a la coroneta i el baverall molt menys extens. A l'hivern el mentó i la gorga són blanc brut, franja pectoral negra i front blanc amb lleugers matisos groguencs. Els joves tenen les galtes, la coroneta i les bandes pectorals grises.

## Ecologia
Viu a Euràsia, a l'Àfrica del Nord i a Alaska. Està molt lligada a l'aigua i, per això, és molt abundant al nord de la península Ibèrica, on troba espais oberts i camps on alimentar-se, i ponts, parets i cases on nidificar. En el cas de les Balears, hi és molt abundant arreu encara que té una marcada preferència per l'aigua: és molt abundant als aiguamolls, albuferes, salobrars, basses de rec i bassiols de tota classe, sempre en llocs oberts.
Menja insectes i llavors en llocs nus com camins i vores de carreteres. A l'hivern augmenta la població amb els representants de la resta d'Europa que marxen del seu lloc de cria, per cercar temperatures més agradables. Practica un vol en ones. És sedentària a les regions de clima més suau, però, les poblacions de les regions més fredes emigren més al sud a l'hivern. Pot arribar als 10 anys de vida.
Nidifica en dues menes d'ambients: vora els rius bastant cabalosos o en construccions humanes que tinguin àrees humides properes. També requereix llocs per caçar, com ara conreus o femers, i també parets rocalloses amb forats per establir-hi el niu, que condiciona la femella, emprant pèl, plomes i llana. Després hi diposita 5 o 7 ous i es dedica a covar-los durant 14 dies. Finalment, i amb l'ajut del mascle, nodrirà els novells, que a les dues setmanes volaran. Poden arribar a fer fins a 3 postes. No cria a les Balears, on és un migrant i hivernant molt abundant.

## Subespècies

Àrees de cria de les diferents subespècies
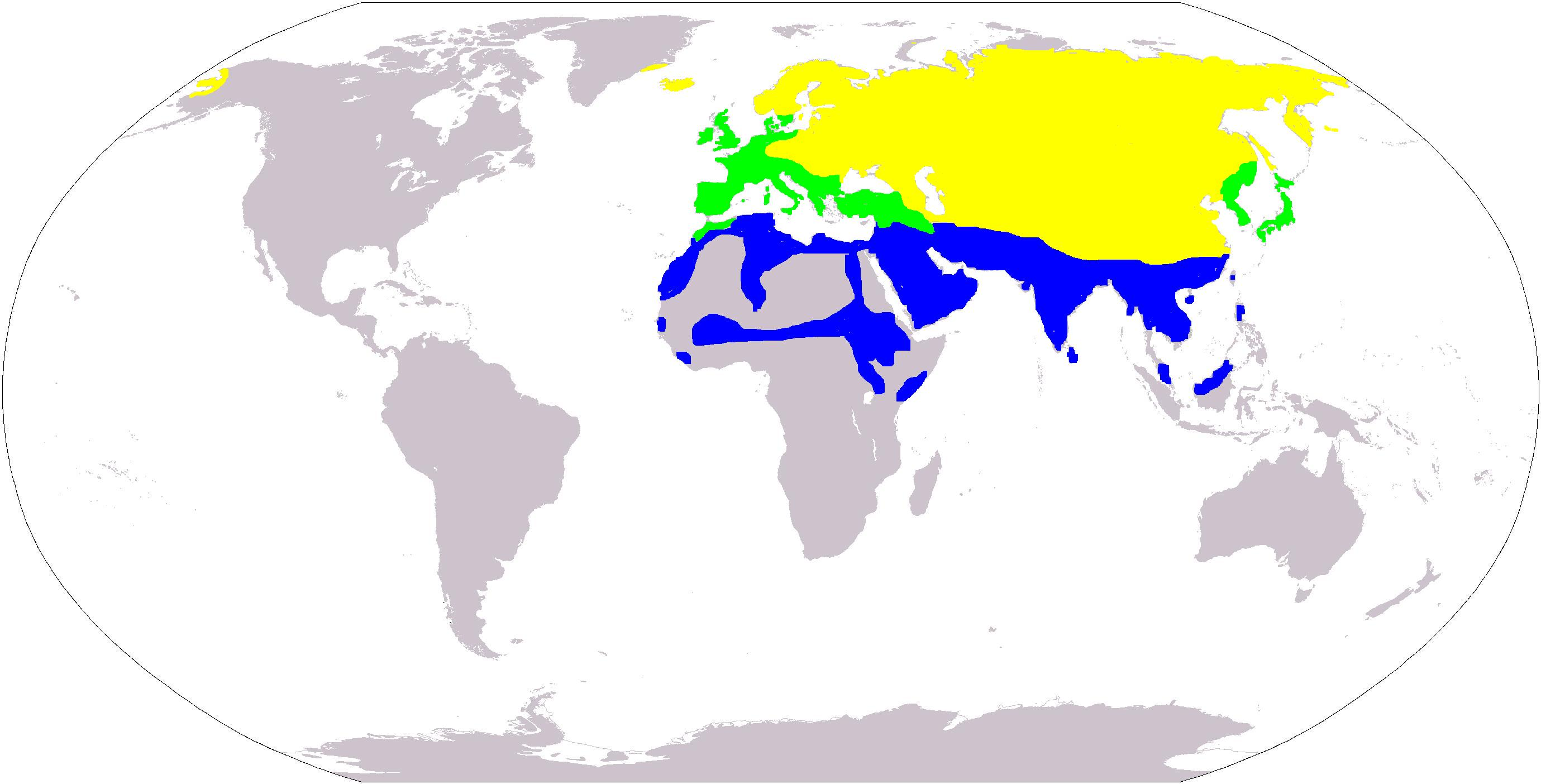
Distribució geogràfica de la cuereta blanca: àrea de cria (groc), àrea d'hivernada (blau) i tot l'any (verd)
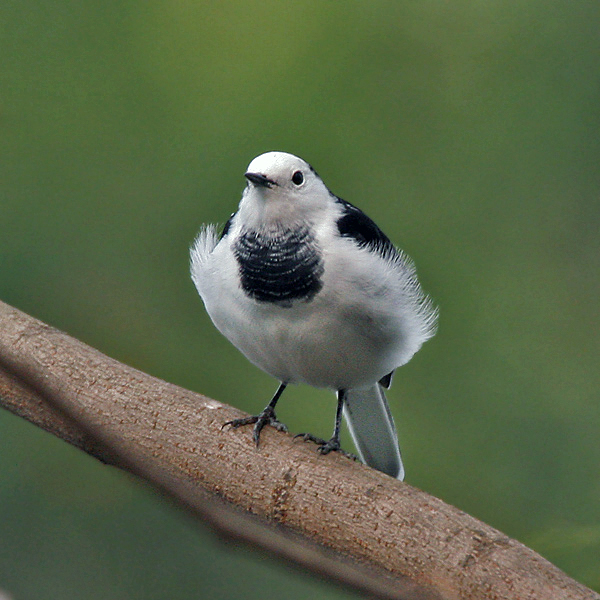
Exemplar de Motacilla alba leucopsis fotografiat a Calcuta (Bengala Occidental, Índia)
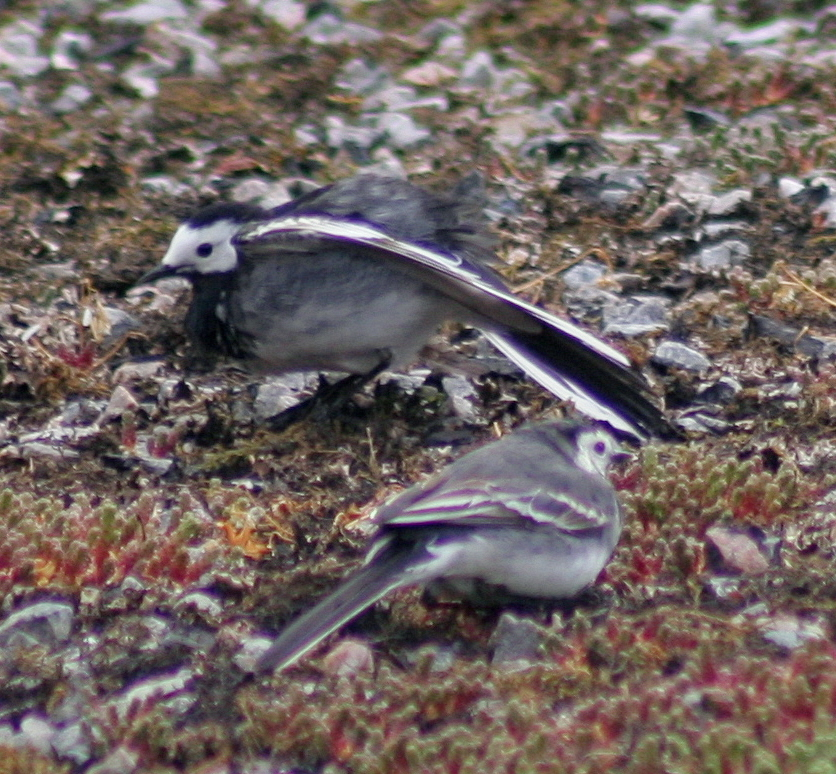
Una parella de Motacilla alba yarrellii fotografiada a Escòcia

| Subespècies                 | Distribució geogràfica | Observacions | Imatge                   |
| --------------------------- | --- | --- | ------------------------ |
| Motacilla alba alba         | Europa des de la península Ibèrica fins als Urals, Turquia, Islàndia, les illes Fèroe i la costa est de Groenlàndia. Alguns exemplars emigren al sud d'Europa i Àfrica (fins a Kenya i Malawi). | | Cuereta blanca           |
| Motacilla alba yarrellii    | Gran Bretanya i Irlanda. Alguns individus emigren a la península Ibèrica i a l'Àfrica del Nord a l'hivern.                                                                                      | Els mascles tenen el dors tan negre com el bavarall en tots els plomatges mentre que les femelles tenen el dors gris fosc amb clapes negres. | Motacilla alba yarrellii |
| Motacilla alba dukhunensis  | Oest de Sibèria, est de la mar Càspia, part de Rússia, Kazakhstan, Uzbekistan, Turkmenistan. Hiverna al Pròxim Orient i a l'Índia.                                                              | |                          |
| Motacilla alba persica      | Iran. | |                          |
| Motacilla alba subpersonata | Sedentària al Marroc. | |                          |
| Motacilla alba personata    | Hindu Kush, Tian Shan, massís de l'Altai, nord de l'Iraq, Afganistan, Tadjikistan, Kirguizstan, Kazakhstan i Xinjiang.                                                                          | | Motacilla alba personata |
| Motacilla alba alboides     | Himàlaia i àrees del voltant. | |                          |
| Motacilla alba baicalensis  | Llac Baikal, Mongòlia i Mongòlia Interior. | |                          |
| Motacilla alba ocularis     | Des de Sibèria fins a Alaska. | |                          |
| Motacilla alba lugens       | Krai de Primórie, Krai de Khabàrovsk, Kamtxatka, Kurils, Sakhalín, Hokkaidō i Honshū. | | Motacilla alba lugens    |
| Motacilla alba leucopsis    | Xina continental, Corea, Taiwan, Illes Ryukyu, Kyūshū, Honshū, Àsia meridional, Índia i Oceania.                                                                                                | | Motacilla alba leucopsis |